# D’erlanger
D’erlanger (pisane również jako D’ERLANGER, niesłusznie uważany przez zespół za tłumaczenie „Niemoralna Pokusa” po francusku) – japoński zespół rockowy uważany za istotny w tworzeniu stylu visual kei. Zespół był aktywny od 1983 do 1990, kiedy zakończył swoją działalność, połączyli się ponownie w 2007 roku.

## Historia

### Lata 1983–1990
D’erlanger został założony w grudniu 1983 roku przez Cipher i Seela grających odpowiednio na gitarze i basie. Wokalista Kaoru i perkusista Shi-Do, którzy chodzili do tego samego liceum, wkrótce dołączyli do zespołu. Swój pierwszy występ mieli maja 1984 w Osaka Bourbon House, gdy Cipher miał tylko piętnaście lat. W sierpniu 1984 roku Kaoru opuścił zespół i został zastąpiony przez Dizzy.
Wydali 3 dema w 1985, „Tonight”, „The Birth of Splendid Beast!!” i „Blue”. 26 października 1986 roku uczestniczyli w imprezie w Meguro Rokumeikan, o nazwie „The New Power Metal Audition”, zorganizowanej przez Mandrake Root Records z okazji pierwszej rocznicy niezależnej wytwórni. D’erlanger wygrał konkurs i wytwórnia wydała ich pierwszy singel „Girl” 20 lutego 1987 roku, ograniczony do 3000 egzemplarzy. Również pojawili się w albumie Hungry Days, z piosenką „Like A Beast”.
1 sierpnia 1987 roku, D’erlanger miał swój pierwszy koncert one-man w Meguro Rokumeikan. Wkrótce Shi-Do zdecydował się na opuszczenie zespołu, został zastąpiony przez Tetsu. Dizzy odszedł z zespołu w czerwcu 1988 roku. 1 lipca Kyo został nowym wokalistą zespołu. Wcześniej grał z Tetsu w zespołach Dead Wire i Saver Tiger.
Po ich pierwszym koncercie z Kyo 22 lipca wybrali się na tournée „Sadistical Punk Tour”. Podczas tournée w 1989 roku, 10 lutego ukazał się ich pierwszy album „La Vie En Rose”, z wytwórni Danger Crue. Wszystkie egzemplarze zostały wyprzedane w przedsprzedaży, więc wydali kolejny nakład jedenaście dni później. Następnie udał się na krótkie tournée „Incarnation of Eroticism Tour”.
Rok 1990 rozpoczął się dla zespołem od podpisania kontraktu z wytwórnią Ariola. Podczas „Ai to Shi to Koh-Kotsu Tour” na początku 1990 roku, ukazał się ich pierwszy ważniejszy singel „Darlin' „ 24 stycznia. 7 marca ukazał się ich drugi album „Basilisk”. Następnie udali się na „Moon and the Memories Tour”, podczas którego ukazał się singel „Lullaby –1990–”. Trasa zakończyła się 31 października w Koseinenkin Kaikan w Osace.
Następnie 24 grudnia D’erlanger zszokował swoich fanów, zapowiadając, że rozwiązują zespół. 6 marca 1991 roku, ukazało się wideo i dwa osobne albumy koncertowe „Moon and the Memories... the Eternities Last Live 1 & 2”. Wszystkie zostały nagrane z ich występów w dniu 27 i 28 października 1990 w Hibiya Yagai Ongakudo w Tokio. W dniu 21 kwietnia 1995 roku, zarówno studyjne albumy zostały zremasterowane i ponownie wydane.

### Lata od 2007
14 marca 2007 roku, album z największymi przebojami i DVD „Pandora” został wydany. Tego samego dnia wydano ich trzeci album „Lazzaro” – pierwszy nowy materiał od 17 lat w Cutting Edge podwytwórni Avex Group. W dniu 22 kwietnia zagrali koncert „Bara Iro no Sekai – Rosy Eyesight” w Zepp Tokyo, który został wydany na DVD 19 września. 22 września 2007 roku zespół zorganizował „Abstinence's Door #001”.
19 marca 2008 roku, ukazał się singel „Zakuro”, który zawierał ponownie nagrany „Telephon” pod nazwą „Love Anymore”, pierwotnie na demo „Blue”. Wydali czwarty album „The Price of Being a Rose is Loneliness” 30 kwietnia. Następnie rozpoczęli tournée „D’erlanger Tour '08 –A Rose Insane–”. Trasa rozpoczęła się 6 maja koncertem na „25 rocznicę D’erlanger” w Nihon Budokan. Reportaż z tego koncertu został wydany 10 grudnia, jako Bara Iro no Jinsei –La Vie en Rose– DVD.
D’erlanger gościli na „Abstinence's Door #002” 21 września 2008 roku, Inoran, Merry i Heidi. „Abstinence's Door #003” odbył się 8 listopada, z The Underneath i La;Cen-zhow. Następnego dnia obył „Abstinence's Door #004”, gdzie wystąpili Lynch, Sadie i The Underneath.
25 lipca zagrali w Tajpej, na Tajwanie, był to pierwszy występ zespołu w obcym kraju. D’erlanger wystąpili na „V-Rock Festival '09” 24 października 2009 roku. Festiwal był transmitowany na żywo na całym świecie na ich oficjalnej stronie internetowej. Prowadzili oni również pokaz w Korei Południowej 30 października.
11 listopada 2009 roku zespół wydał swój piąty album, zatytułowany „D’erlanger”. Album zawierał studyjną wersję „Easy Make, Easy Mark”.
19 i 20 września 2010 miały miejsce „Abstinence's Door #005” i „Abstinence's Door #006”. Head Phones President, Defspiral i Girugamesh występowali pierwszej nocy, Acid Android i koreański zespół Pia występowali drugiej nocy. Każdy koncert był transmitowany na żywo na całym świecie na stronie Ustream.tv. „Abstinence's Door #007" odbyło się trzy dni później w Tajpej z tajwańskim zespołem Overdose i koreańskim zespołem Pia. Zespół ogłosił, że wydadzą albumu „A Fabulous Thing in Rose” 29 września 2010 roku.
13 grudnia, ogłoszono na oficjalnej stronie, że D’erlanger wystąpi w Moskwie na XO-Club 30 kwietnia 2011 roku. Jednakże w dniu 29 marca 2011 po trzęsieniu ziemi i tsunami Tōhoku, które miały miejsce 11 marca w Japonii, zespół postanowił przełożyć koncert do czasu ustalenia nowego terminu. Będzie to pierwszy koncert zespołu w kraju europejskim.

## Członkowie

### Obecni
- Hiroshi „Kyo” Isono (磯野宏) – wokal (1988–1990, 2007–obecnie) (Runaway Boys, Dead Wire, Saver Tiger, Ba-Ra,→Die in Cries, Bug)
- Ichirou „Cipher” Takigawa (瀧川一郎) – gitara (1983–1990, 2007–obecnie) (→Body, Craze)
- Tomohiro „Seela” Nakao (中尾朋宏) – gitara basowa (1983–1990, 2007–obecnie) (→Fix, Vinyl, Atomic Zaza, No Stars Innovation)
- Tetsu Kikuchi (菊地哲) – perkusja (1987–1990, 2007–obecnie) (Rabbit, Dead Wire, Saver Tiger, Mephistopheles,→Zi:Kill, Body, Craze)

### Byli
- Yoshifumi „Dizzy” Fukui (福井祥史) – wokal (1984–1988) (→Strawberry Fields, Vinyl)
- Tadashi „Shi-Do” Uno (宇野忠) – perkusja (1983–1987)
- Kaoru Miyahira (宮平薫) – wokal (1983–1984)

## Dyskografia

### Albumy
- La Vie En Rose (10 lutego 1989)
- Basilisk (7 marca 1990)
- Moon and the Memories... the Eternities Last Live 1 (6 marca 1991)
- Moon and the Memories... the Eternities Last Live 2 (6 marca 1991)
- Lazzaro (14 marca 2007)
- The Price of Being a Rose is Loneliness (30 kwietnia 2008)
- D’erlanger (11 listopada 2009)

### Single
- Girl (20 lutego 1987)
- La Vie En Rose (styczeń 1989)
- Darlin'  (21 stycznia 1990)
- Lullaby –1990– (5 września 1990)
- Zakuro (jap. 柘榴; 19 marca 2008)

### Składanki
- Pandora (14 marca 2007)
- A Fabulous Thing in Rose (29 września 2010)

### Dema
- Tonight (1984)
- The Birth of Splendid Beast!! (26 grudnia 1985)
- Blue (1985)
- Sadistic Emotion (22 lutego 1987)

### Video
- An Aphrodisiac (15 października 1989)
- La Vie En Rose (28 października 1989)
- Incarnation of Eroticism ~Live at Hibiya Yaon~ (7 lutego 1990)
- Kid's Blue PYX '90 SPR (marzec 1990)
- Kindan no Tobira ~Abstinence's Door~ (jap. 禁断の扉 ~Abstinence's Door~; 3 października 1990)
- Moon and the Memories... the Eternities/Last Video (31 marca 1991)

### DVD
- Incarnation of Eroticism ~Live at Hibiya Yaon~ (23 maja 2001)
- Kindan no Tobira ~Abstinence's Door~ (jap. 禁断の扉 ~Abstinence's Door~; 23 maja 2001)
- Moon and the Memories... the Eternities/Last Video (23 maja 2001)
- Bara Iro no Sekai (jap. 薔薇色の視界; 19 września 2007)
- Bara Iro no Jinsei -La Vie En Rose- (jap. 薔薇色の人生 -La Vie En Rose-; 10 grudnia 2008)
- 13e Cross Intoxication (24 marca 2010)